# 머슴날
머슴날은 한국 민간의 세시 풍속으로, 음력 2월 1일에 농가에서 머슴에게 술과 음식을 내놓고 위로하며 농사를 부탁하는 날이다.
정월 대보름에 세웠던 볏가릿대를 내려서 그 속에 넣었던 곡식으로 송편 따위의 떡을 만들어 나이수 대로 먹고, 머슴들끼리 모여 풍물을 치며 노래와 춤을 추었다고 한다. 노비일, 일꾼날이라고도 한다.

## 같이 보기
- 노동절